# Guisy
Guisy är en kommun i departementet Pas-de-Calais i regionen Hauts-de-France i norra Frankrike. Kommunen ligger i kantonen Hesdin som tillhör arrondissementet Montreuil. År 2022 hade Guisy 273 invånare.

## Befolkningsutveckling
Antalet invånare i kommunen Guisy
| Referens: INSEE |